# 代雷夫尼亞
50°9′36″N 24°1′26″E / 50.16000°N 24.02389°E
代雷夫尼亞（羅馬化：Derevnia）是烏克蘭西部的村莊，隸屬利維夫州的利維夫區。該村始建於1455年，面積38.73平方公里，2001年人口1,418，人口密度每平方公里36.61人。